# Kaple Panny Marie (Rokytná)
Kaple Panny Marie stojí jižně od městské části Rokytná v okrese Znojmo a je kulturní památkou České republiky. Součástí chráněné památky je almužní sloupek. Kaple náleží pod římskokatolickou farnost Moravský Krumlov v děkanství moravskokrumlovském.

## Historie
Kaple Panny Marie se nachází v národní přírodní rezervaci Krumlovsko-rokytenské slepence v nadmořské výšce 280 m. Stojí v lese v údolí mezi městskou částí Rokytná a vlakovým nádražím. V roce 1836 byla nad Mariánskou studánkou postavena kaple a dřevěným potrubím byla voda ze studánky svedena do kašny v Rokytné. V roce 1847 byla kaple zbořena (jako důvod se uvádí postupná ztráta vody) a znovu postavena na náklady obce Rokytné, knížete z Lichtenštejna a občanů Moravského Krumlova. Nový železný vodovod, který byl postaven v roce 1880, už čerpal vodu ze studánek na Babě a Bařinách. V letech 1936–1937 byly svedeny vody tří pramenů do pramenné jímky nedaleko kapličky. K vybudování nového vodovodu do obce však nedošlo kvůli vypuknutí druhé světové války. Vodovod byl dokončen až v roce 1947. V té době byla ještě studánka v kapli a voda vytékala přepadovou trubkou do potoka. V roce 1971 byla kaple opravena a vysvěcena. V roce 1989 byl vodovod ze studánek odpojen a obec Rokytná napojena na krumlovský vodovod. V roce 2018 byla kaple opravena za finanční podpory z Programu rozvoje venkova Ministerstva zemědělství České republiky.
Kaple je součástí naučné stezky Krumlovsko-rokytenské slepence.

## Popis

### Kaple
Kaple je volně stojící zděná omítaná stavba postavena na půdorysu pravidelného osmiúhelníku. V severní stěně je portál se vstupními dveřmi. Ostatní stěny jsou prolomeny okenními otvory s hlubokým skoseným ostěním. Portál a okna jsou provedena v gotickém stylu. Čtyři okna jsou prosklená (severovýchodní, jihovýchodní, jihozápadní a severozápadní) a tři jsou slepá (východní, jižní, západní). Fasády jsou hladké, členěné barevně odlišenou podezdívkou a hlavní římsou. Kaple má osmibokou jehlanovou střechu krytou bobrovkami a ukončenou makovicí a kovovým křížem. V interiéru je kupolový polygonální strop. Oltář je orientován k jihu. Podlaha má cihlovou dlažbu.

### Almužní sloupek
Gotický almužní sloupek z mušlového vápence, který je umístěn při vchodu do kaple, stojí na širším hranolovém podstavci. Sloupek je hranol s okosenými rohy do osmiúhelníku, nahoře je seříznutý a vyžlabený. Krytý je kovovým železným víkem s petlicí a závěrou. Pod víkem je kruhová prohlubeň pro almužnu. Almužní sloupek vznikl v 15. století a předpokládá se, že pochází z farního kostela svatého Leopolda.

## Galerie

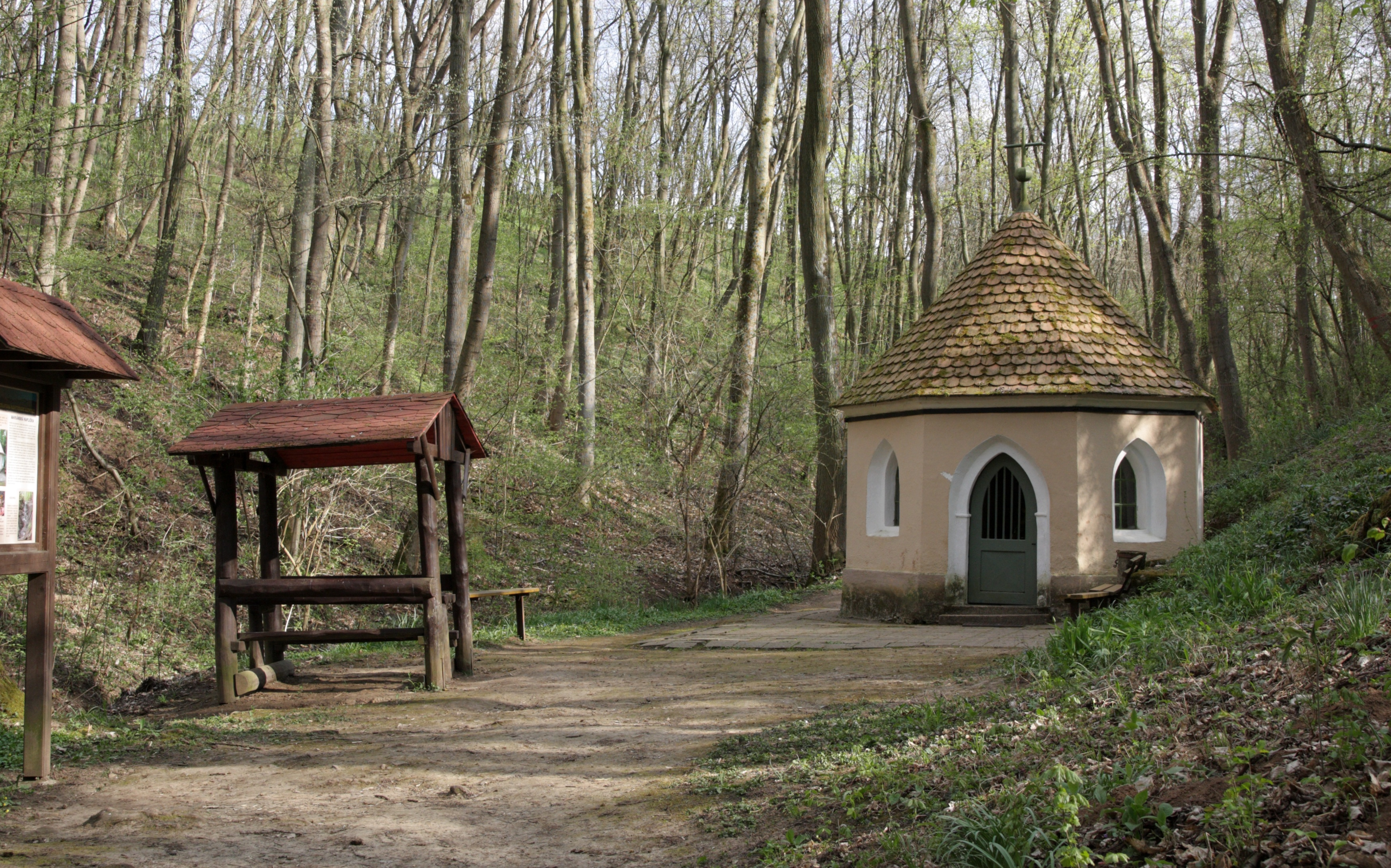
Kaple Panny Marie s okolím
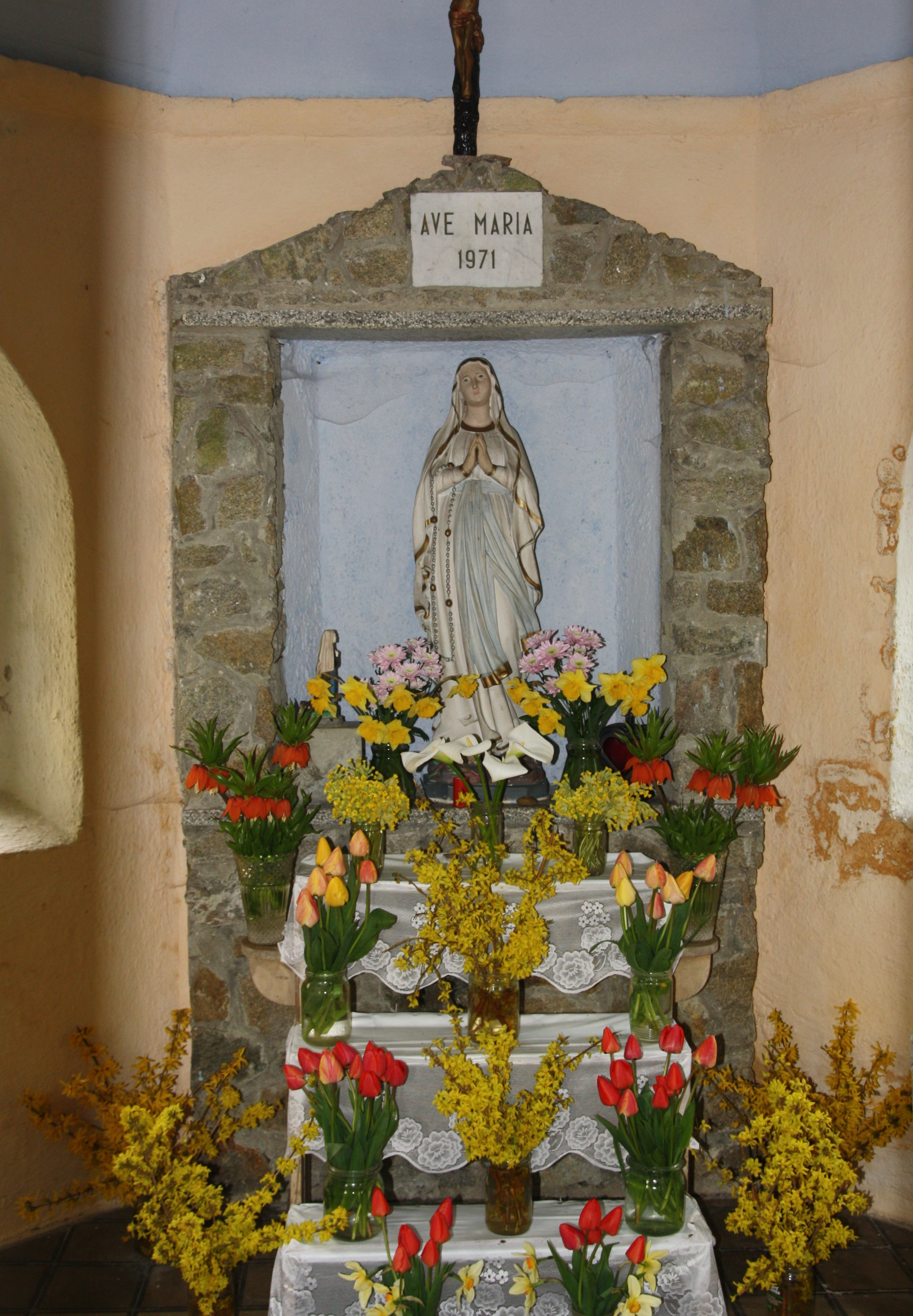
Oltář v kapli